# Melanocharis nigra
Melanocharis nigra é uma espécie de ave da família Melanocharitidae.
Pode ser encontrada nos seguintes países: Indonésia e Papua-Nova Guiné.
Os seus habitats naturais são: florestas subtropicais ou tropicais húmidas de baixa altitude.